# 戈布多伊湖
戈布多伊湖，又译作卡普泰湖，是孟加拉国最大湖泊，位于该国东南部吉大港专区兰加马蒂县的卡普塔伊乌帕齐拉。此湖是在戈尔诺普利河上修建卡普泰水坝后蓄水而成。湖的平均深度为100英尺（30），最大深度为490英尺（150）。

## 历史
1956年，在美国的资金支持下，东巴基斯坦政府开始着手在兰加马蒂县建设水坝，作为水力发电工程的一部分，大坝长670.8米，高54.7米，拥有16门长745英尺（227）的溢洪道，每秒流量可达149,000立方公尺。
工程于1962年完工。完成蓄水后，54,000英畝（220平方），相当于当地耕地面积的40%被淹没。除此之外，还有29平方英里（75平方）的国有森林和234平方英里（610平方）的其他森林沉入水下。大约18,000户，将近10万人要搬迁。查克玛人的王宫也被水库淹没。

## 图片

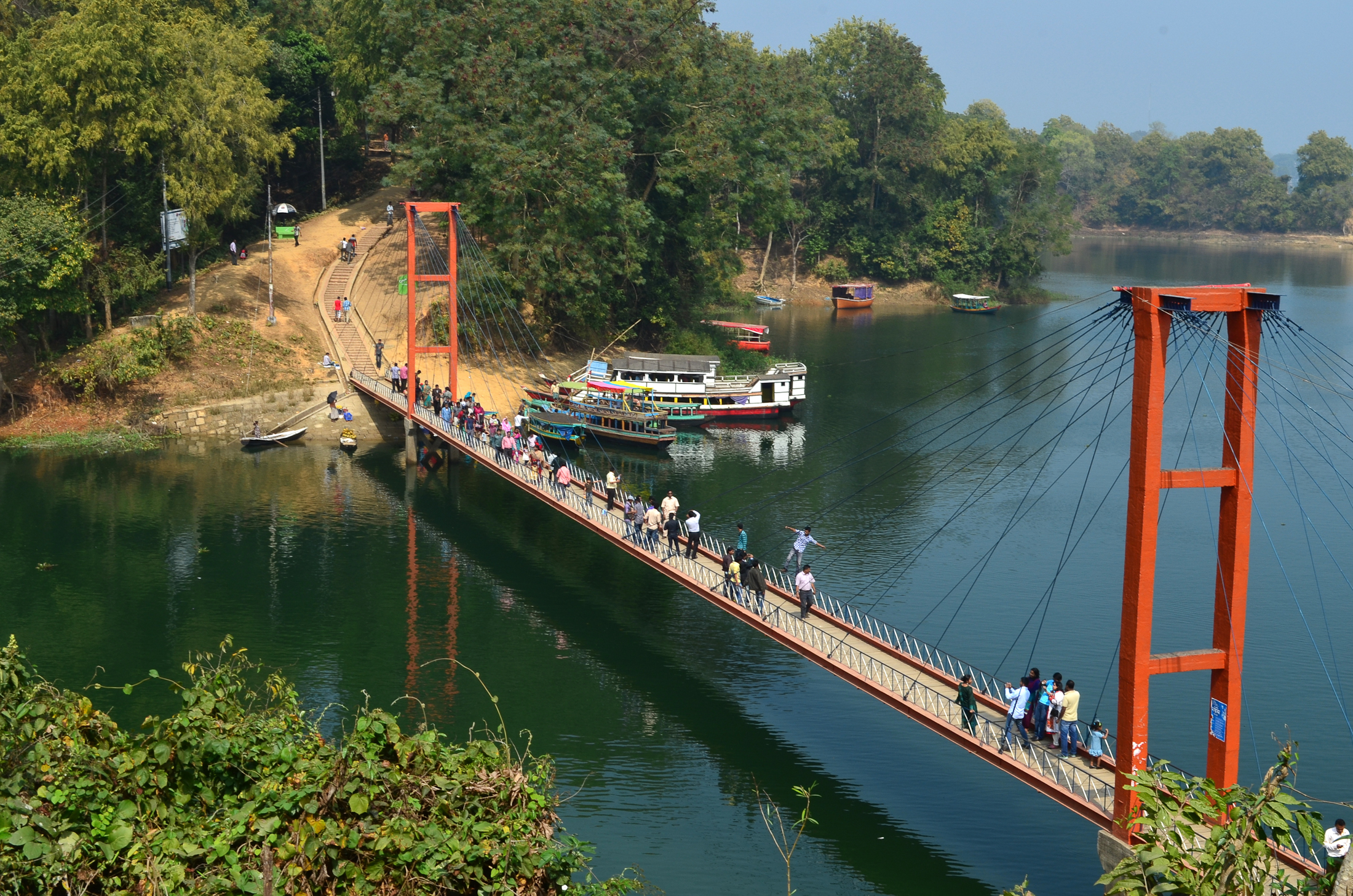
吊桥
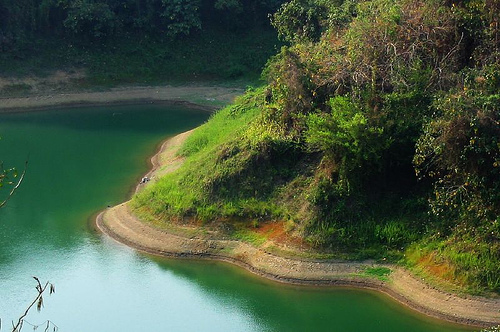
湖边
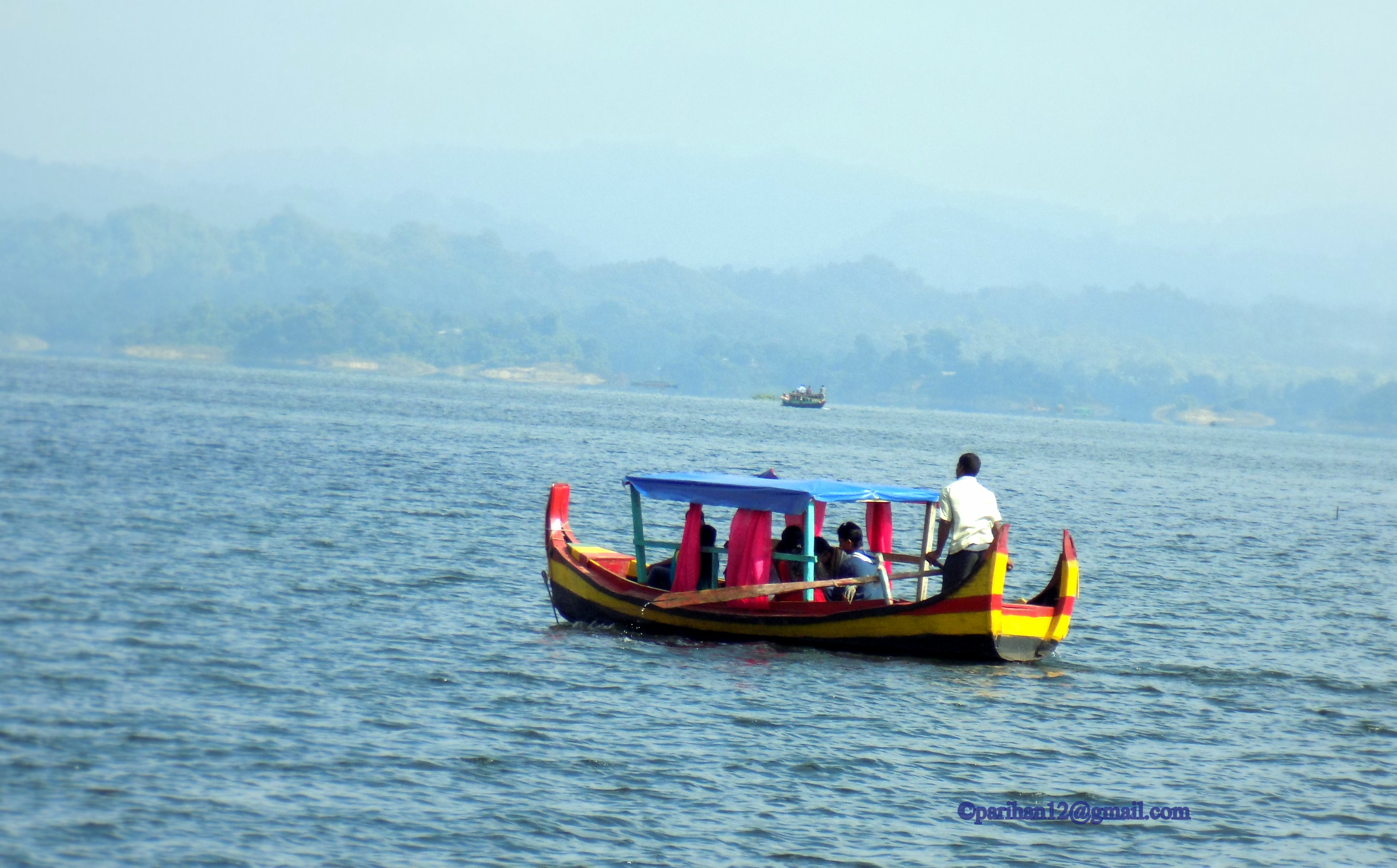
湖上泛舟
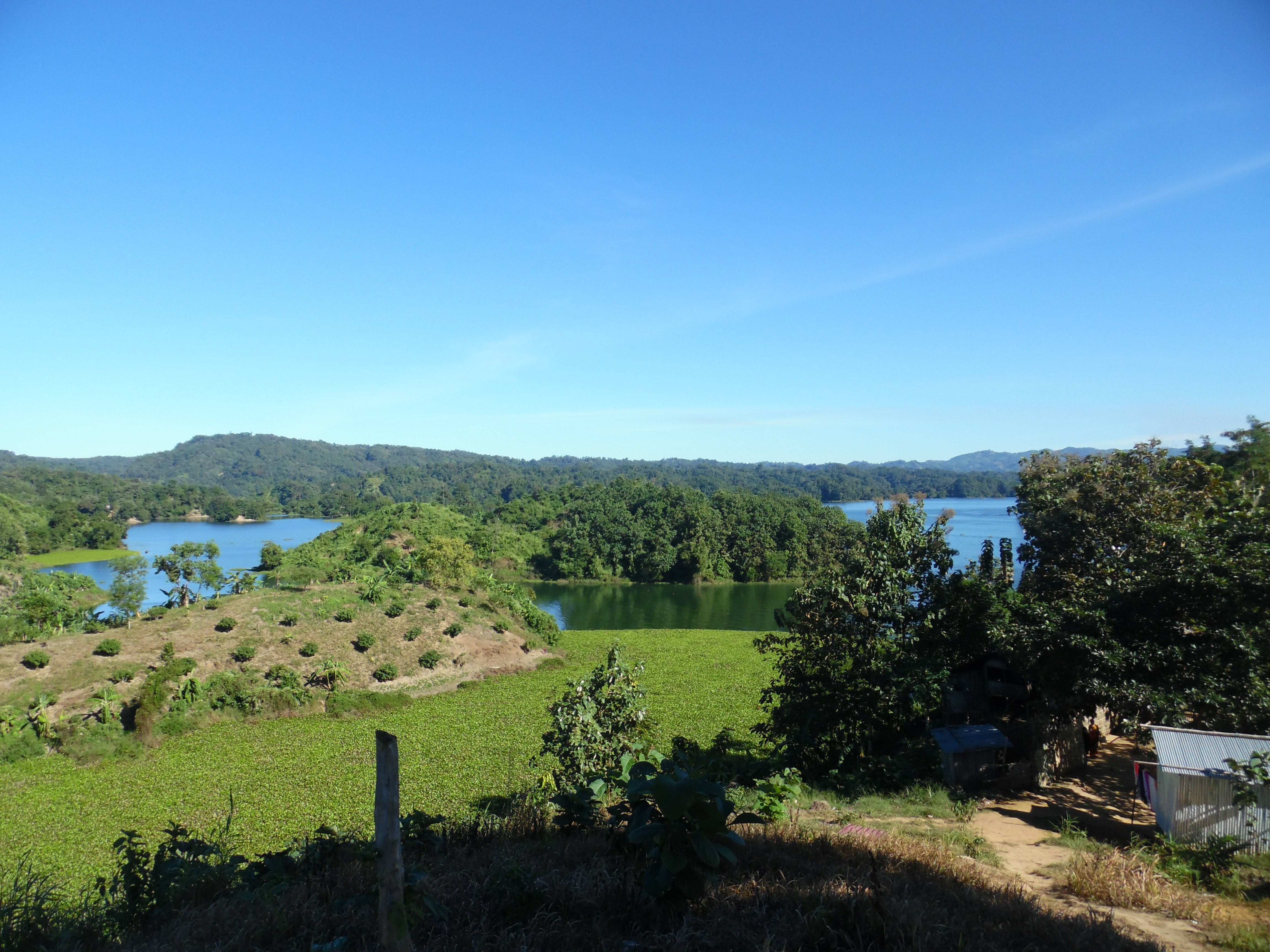
从兰加马蒂看戈布多伊湖
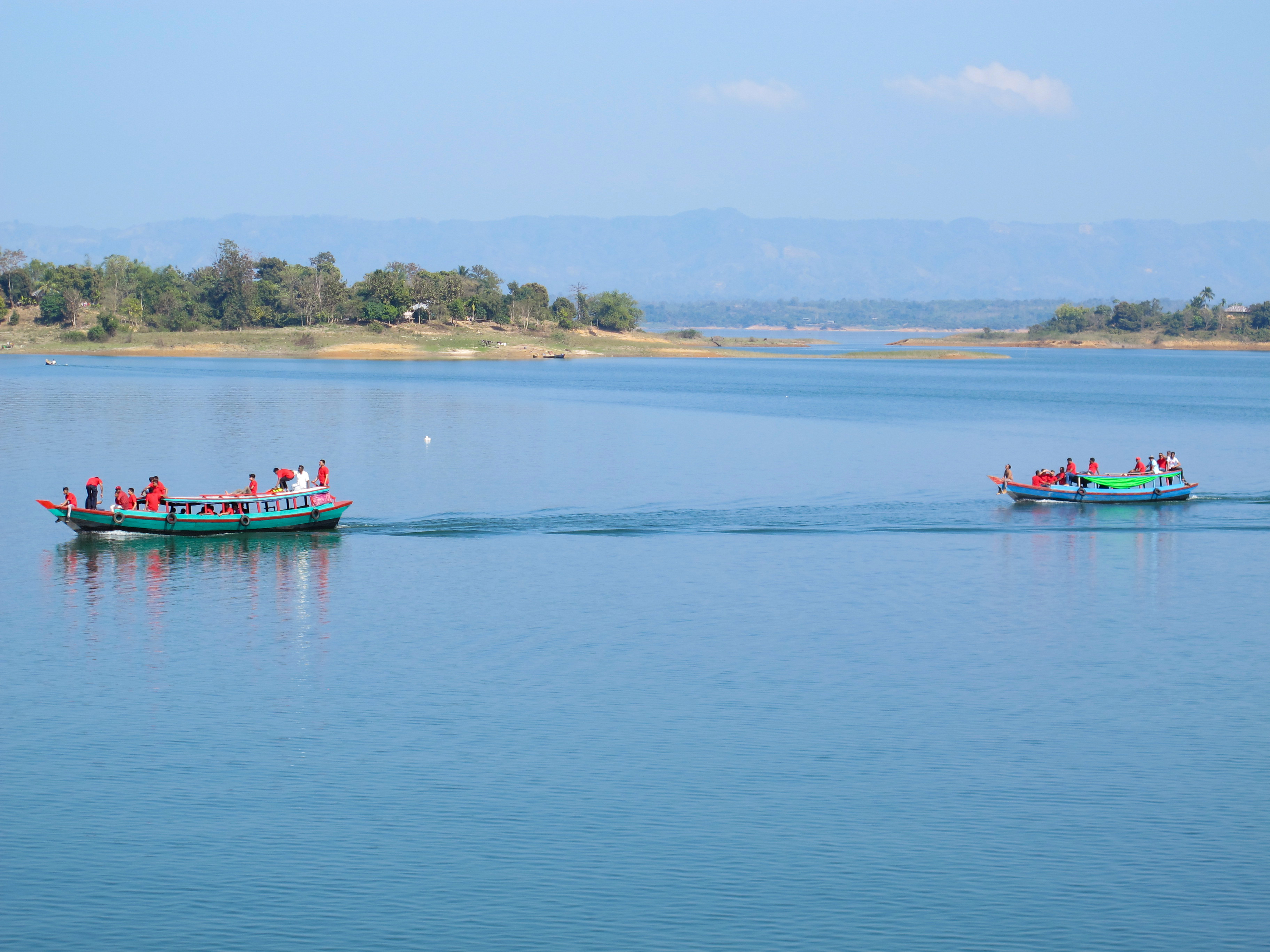
木船
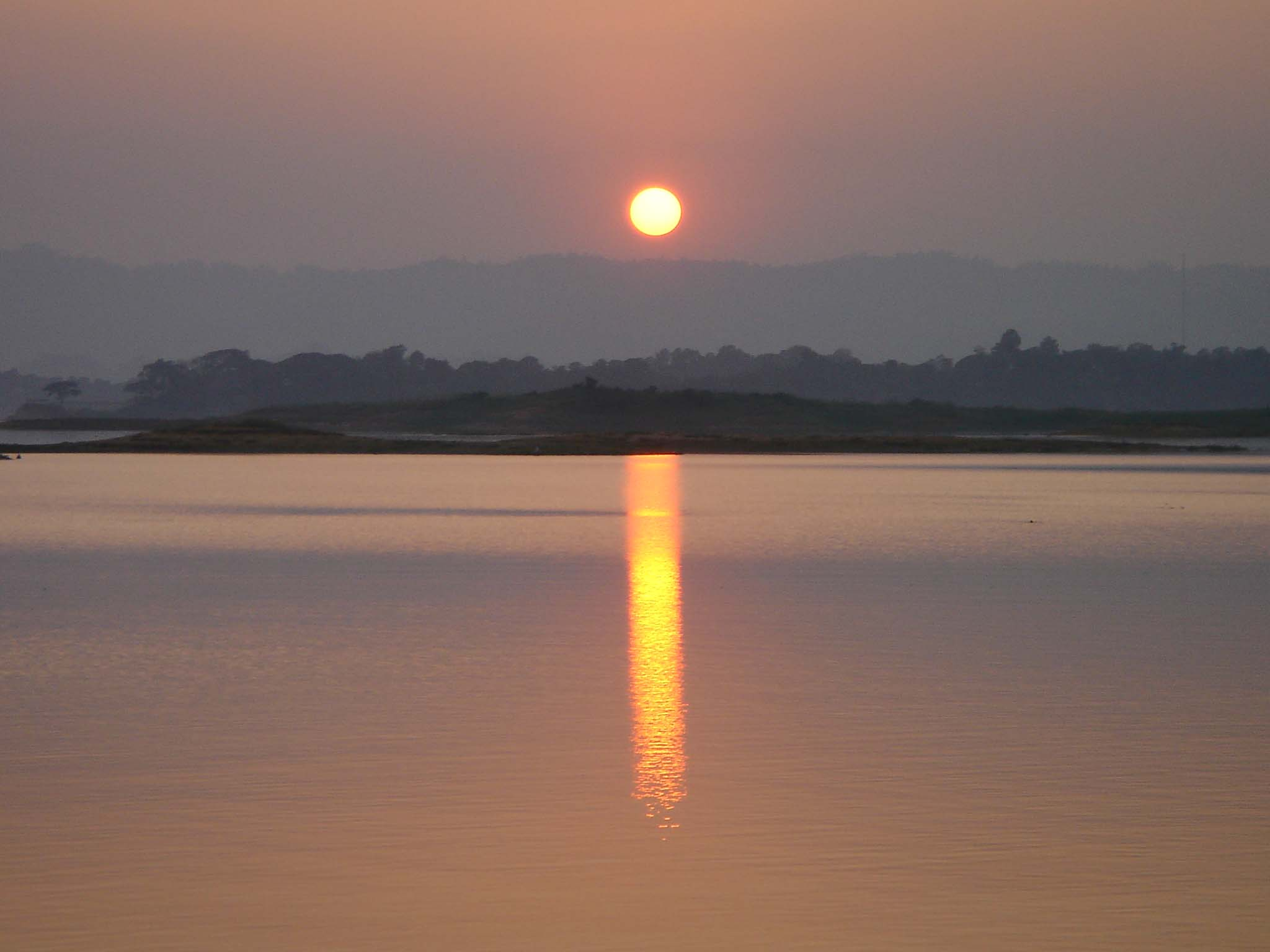
日落